# Dauriat
Pour les articles homonymes, voir Dauria et Doria.
Dauriat est un personnage de La Comédie humaine dans Illusions perdues.

## Caractéristiques du personnage
Sa boutique est située au Palais-Royal. C’est à la fois un éditeur à la mode où il est bon de publier, un propriétaire de revue et un marchand de livres. Il refuse les poésies de Lucien de Rubempré, alors inconnu, mais les achète lorsque Lucien prend le pouvoir dans la presse et fait paraître un article au vitriol sur Raoul Nathan, un des auteurs de Dauriat. Le chantage presse-édition s’exerce chez lui comme partout dans le milieu.
Dans Splendeurs et misères des courtisanes, il se décide à mettre en vente Les Marguerites, le manuscrit de Lucien qu’il gardait sous le coude parce que désormais l’auteur a acquis dans la presse et dans les salons la notoriété qui convient. Le livre se vend en quelques jours.
Pierre-François Ladvocat est le modèle reconnu de ce personnage littéraire.[réf. nécessaire]